# Schistomeringos caeca
Schistomeringos caeca é uma espécie de anelídeo pertencente à família Dorvilleidae.
A autoridade científica da espécie é Webster & Benedict, tendo sido descrita no ano de 1887.
Trata-se de uma espécie presente no território português, incluindo a sua zona económica exclusiva.